# Circle of Life
「Circle of Life」（サークル オブ ライフ）は、ディズニーのアニメ映画『ライオン・キング』で使用された曲。作詞ティム・ライス、作曲はエルトン・ジョンで、カーメン・トゥイリー（低音の女性リードヴォーカル）とレボ・M（ズールー語によるオープニングヴォーカル）の歌唱による、この映画のオープニング主題歌である。インタビューで、ライスはジョンの作曲スピードに驚かされたと述べている：セッションを開始した午後２時くらいにジョンへ歌詞を渡したんだが、午後３時半には作曲を済ませ、あっと言わせるような素晴らしいデモを録音し終えていた　エルトン・ジョンはロンドン・コミュニティ・ゴスペル・クワイアと（歌詞に手を加えた）ポップ版も制作し、映画のサウンドトラックに収録されミュージック・ビデオも撮影された。
「Circle of Life」は1994年のアカデミー歌曲賞に、この映画の挿入曲である“Hakuna Matata”と“I Just Can't Wait to Be King”とともにノミネートされ、その後栄冠を勝ち取った。この曲はグラミー賞最優秀楽曲賞にもノミネートしている。Billboard Hot 100での最高位は18位。Billboard Hot 100史上、ディズニーのアニメ映画の楽曲としては第8位のヒット曲である（2022年4月9日付時点）。またイギリスにおいては11位を記録している。ライオンキングをモチーフとしているディズニーテーマパークのアトラクションやパレードでは頻繁にこの楽曲が用いられている。マイケル・クロフォードは、2001年にリリースした『ディズニー・アルバム』において同曲をカバーしている。
この曲はディズニーの2019年のCGによる超実写版リメイクでも主題歌となり、オリジナルの冒頭部分を概ね再現する第１弾トレーラーにも採用された。この新しいヴァージョンは、2005年から2018年にかけてロンドンで上演されたこの映画をベースにした舞台で、ラフィキ役を演じたブラウン・リンディウェ・ムハイゼが歌手を務めている。しかし、冒頭のズールー語の部分はレボ・Mによる1994年のオリジナル版を使用している。
アメリカ合衆国の音楽評論家は、この曲の構成とメッセージ性について高い評価を与えたが、イギリスの批評家は毀誉褒貶であった。

## DA PUMPのシングル
2003年11月27日に発売された、日本の男性アイドルグループDA PUMPの19枚目のシングル。発売元はavex tune。

### 概要
- エルトン・ジョンのカバー。「ライオン・キング」の主題歌を歌う日本のアーティストを探していたディズニー・ジャパンの審査員がDA PUMPのライブを観覧していたことがきっかけでカバーする事が決定した。
- 琉STYLEのPVは沖縄県の中城城で2日間かけて撮影された。
- PV監督は小林啓一。
- 「Purple The Orion」から6作続いていたトップ10入りが途切れた。
- 音楽番組に出演する際は「琉STYLE」の方を披露していた。
- 「BODY MOVE」は、エアロビクスの協会からテーマソングのオファーがあり、製作された。サビのコードはISSAが考えたという。
- 2003年11月29日COUNT DOWN TVに出演。
- 2003年11月29日ポップジャムに出演。
- 2003年12月8日HEY!HEY!HEY! MUSIC CHAMPに出演。
- 2003年12月19日FUNに出演。

### 収録曲
1. Circle of Life(5:17)
作詞：ティム・ライス、作曲：エルトン・ジョン、編曲：Ruy Folguera
2. 琉STYLE(3:30)
作詞・作曲・編曲：DA PUMP
3. BODY MOVE(3:59)
作詞・作曲・編曲：DA PUMP
4. Circle of Life (Bonus Track)(5:17)
5. 琉STYLE (Bonus Track)(3:30)
6. BODY MOVE (Bonus Track)(3:55)

### 収録アルバム

#### Circle of Life
- ベスト『Da Best of Da Pump 2 plus 4』（2006年3月8日）

#### 琉STYLE
- オリジナル『疾風乱舞 EPISODE II』（2004年7月7日）

### タイアップ
- Circle of Life：ブエナ・ビスタ・ホーム・エンターテイメントビデオ・アニメ「ライオン・キング -スペシャル・エディション-」主題歌